# Mount Morris (Michigan)
Mount Morris – miasto w Stanach Zjednoczonych, w stanie Michigan, w hrabstwie Genesee.